# Hypoteční úvěr
Hypoteční úvěr je úvěr zajištěný zástavním právem k nemovitosti (hypotékou). Nejčastěji je využit k nákupu nemovitosti za účelem bydlení či pronájmu (účelová hypotéka). Hypotékou Češi velmi často financují také výstavbu, celkové rekonstrukce, přístavbu či rozšíření rodinných domů například o půdní vestavbu. Hypotéku je možné rovněž využít k finančnímu vypořádání se spoluvlastníky či spoludědici.
Méně běžné je poskytnutí nemovitosti jako záruky za půjčku neúčelovou, často označovanou jako americká hypotéka.
Hypotéky bývají spláceny pravidelnými měsíčními splátkami. Splátky bývají nazývány podle způsobu jejich výpočtu. V drtivé většině případů se využívá splácení anuitní, kde se výše splátky v čase při shodně vysoké úrokové míře nemění. Mění se pouze poměr mezi splátkou úroku a jistiny. Dále se používá splácení degresivní, progresivní a úvěry nesplácené pravidelnou splátkou, ale splacené jednorázově z výnosu jiného finančního produktu. V tomto případě dlužník splácí věřiteli (bance) pouze úrok z vypůjčených peněz a předpokládá, že jeho výnos z peněz nepoužitých k umořování úvěru bude vyšší, či mu poskytne jiné výhody.
V dnešní době tyto úvěry bývají poskytovány převážně bankami a zprostředkovány hypotečními makléři či finančními poradci. V České republice je tento úvěr určený fyzickým i právnickým osobám, ovšem vždy musí být zajištěný zástavním právem k nemovitosti na území ČR. Obvykle se jako zástava využívá financovaná nemovitost, ale není to podmínkou, ručit lze i objektem jiným.

## Definice hypotečního úvěru
V České republice se právní definice hypotečního úvěru nachází v § 28 odst. 3 zákona o dluhopisech č. 190/2004 Sb.: „Hypoteční úvěr je úvěr, jehož splacení včetně příslušenství je zajištěno zástavním právem k nemovitosti, i rozestavěné. Úvěr se považuje za hypoteční úvěr dnem vzniku právních účinků zástavního práva.“
Hypoteční úvěr patří k nejstarším druhům bankovních úvěrů, jejichž splácení je zajištěno zástavním právem k nemovitosti, což je také jejich hlavním znakem. Hypoteční úvěr je poskytován na koupi nebo výstavbu nemovitostí, opravu či modernizaci, její rekonstrukci, koupi podílu nemovitosti za účelem vypořádání dědických a spoluvlastnických nároků nebo za účelem splácení dříve poskytnutých krátkodobých a střednědobých úvěrů, které byly použity k investicím do nemovitostí. Toto z něj činí úvěr vysoce účelový.
Účel hypotečního úvěru typicky bývá:
- koupě nemovitosti do osobního vlastnictví (bytu, rodinného domu, stavebního pozemku)
- financování výstavby nemovitosti, případně i nástavby, vestavby, přístavby
- financování rekonstrukcí, modernizace a oprav nemovitosti
- koupě podílu nemovitostí za účelem vypořádání spoluvlastnických, dědických podílů, společného jmění manželů
- koupě družstevního podílu a úhrada členského podílu
- zpětné proplacení vlastních finančních prostředků investovaných do nemovitosti
- refinancování stávajícího účelového úvěru od banky či stavební spořitelny, který byl použit na investici do nemovitosti
- konsolidace účelových a neúčelových půjček (používá se americká hypotéka)

## Žadatel o hypotéku
Žadatelem o hypotéku se může stát zletilý občan České republiky, ale i cizinec, který zde má dlouhodobý nebo trvalý pobyt. Banka u žadatele posuzuje zejména jeho schopnost splácet úvěr. Je tedy nutné prokázat dostatečnou výši příjmů ze závislé činnosti (zaměstnání), podnikání, nájemného nebo různých sociálních dávek (starobní důchod, invalidní důchod, rodičovský příspěvek).
Žadatel o hypotéku musí prokázat dobrou platební historii (platit své závazky včas). Nesplacené finanční závazky nebo dokonce exekuce vedou k zamítnutí žádosti o hypoteční úvěr. Banky při posuzování žádosti nahlížejí do bankovních i nebankovních registrů (BRKI – bankovní registr klientských informací, NRKI – nebankovní registr klientských informací, Solus). Při hodnocení bonity postupují jednotlivé banky podle vlastní interní metodiky. Může se tedy stát, že v jedné bance je žádost zamítnuta, zatímco v jiné nikoliv. Z tohoto důvodu se vyplatí spolupracovat s nezávislými hypotečními specialisty, kteří jsou schopni vybrat vhodnou banku.

### Přikládané doklady
Banky vyžadují k prokázání totožnosti minimálně dva doklady – platný občanský průkaz a k tomu například cestovní pas, řidičský průkaz nebo rodný list. Ve výjimečných případech může banka uznat jako druhý doklad i kartičku zdravotní pojišťovny. Pokud je žadatelů více, musí předložit osobní doklady každý ze spolužadatelů.  
Mezi klíčové dokumenty patří i potvrzení o výši příjmu. Zaměstnancům potvrzuje příjem zaměstnavatel, a to na speciálním formuláři banky. Podnikatelé (OSVČ) si musí připravit minimálně jedno daňové přiznání za poslední zdaňovací období. Doložit musí rovněž potvrzení úhrady daně.
Banka se bude také zajímat o účel využití hypotéky. V případě koupě nemovitosti žadatel předkládá kupní smlouvu nebo smlouvu o budoucí kupní smlouvě. Pokud bude z hypotéky financována rekonstrukce nemovitosti, předkládá se rozpočet na rekonstrukci a pokud to vyžaduje zákon, tak i projektovou dokumentaci. V případě financování výstavby je zapotřebí předložit rozpočet a projektovou dokumentaci nebo alespoň studii (pozn. musí být jasné okótovaná a musí z ní být patrné, o jak velkou stavbu se jedná). U hypoték určených k vypořádání majetku je vyžadován návrh smlouvy na vzájemné vypořádání. Tyto doklady patří mezi základní a jednotlivé banky mohou požadovat i další doklady.

## Prokazování příjmů
Nejjednodušší prokazování příjmů je v případě, že má žadatel svůj bankovní účet u banky, ve které žádá o úvěr. Banka má dostatek informací o tom, jaké jsou jeho pravidelné příjmy či výdaje. Pokud má žadatel bankovní účet v jiné bance, bude po něm chtít hypoteční banka následující potvrzení podle způsobu získání jeho příjmů.

### Potvrzení o příjmu ze zaměstnání
Pokud je žadatel zaměstnanec, banka bude chtít doložení potvrzení příjmu ze zaměstnání, které vystaví zaměstnavatel a dále obvykle tři poslední výpisy z účtu, kam chodí výplata. Pro banku je také důležité, zda je žadatel zrovna ve zkušební době či ve výpovědní lhůtě. Jako problémové se jeví i pracovní poměry na dobu určitou, ale pokud je pracovní poměr minimálně jednou prodloužen, banky takový příjem většinou uznají.

### Prokazování příjmů u podnikatelů
Podnikatelé či tzv. OSVČ prokáží svůj příjem prostřednictvím aktuálního daňového přiznání (některé banky vyžadují dvě poslední daňová přiznání) a potvrzením o zaplacení daně z příjmu. Některé banky si navíc mohou vyžádat potvrzení o bezdlužnosti vůči Finančnímu úřadu, Správě sociálního zabezpečení či Zdravotní pojišťovně. Pokud při posledních daňových přiznání žadatel dělá vše pro to, aby měl co nejnižší daně (tzv. „optimalizace“), může mít komplikovanější výchozí situaci při žádosti o poskytnutí hypotečního úvěru.
V případě vysokých ročních obratů lze také uplatnit příjem procentem z ročního obratu. V této variantě však žadatel musí počítat s drobnou přirážkou banky na úrokové sazbě.

## Výdaje
Banka při získávání informací o závazcích žadatele vychází z bankovních a nebankovních registrů, které jsou za tímto účelem zřízené. Počítají se veškeré spotřebitelské úvěry, kreditní karty, kontokorenty, hypotéky a úvěry ze stavebního spoření. Banka rovněž počítá životní minimum žadatele, které rovněž započítá do výdajů.
V říjnu roku 2018 zpřísnila Česká národní banka podmínky pro získání hypotéky a zavedla dvě nová kritéria označovaná zkratkami DTI a DSTI (pozn. po vypuknutí pandemie koronaviru v roce 2020 ČNB uvolnila limity těchto úvěrových parametrů. Většina bank se ovšem nadále držela původních limitů).
Parametr DTI (pozn. zkratka z anglického Debt To Income) ukazuje, zda hypotéka nepovede k příliš vysokému zadlužení žadatele. Tento ukazatel poměřuje výši celkového zadlužení žadatele o úvěr a výši jeho čistého ročního příjmu. Zvýšené riziko nesplacení hrozí v případě, kdy celkové zadlužení žadatele o hypotéku převýší osminásobek jeho čistého ročního příjmu.
Parametr DSTI (pozn. zkratka z anglického Debt Service to Income) ukáže, zda žadatel zvládne hypotéku splácet. V rámci tohoto ukazatele je poměřována výše měsíčních splátek všech úvěrů a půjček a čistý měsíční příjem žadatele o hypotéku. Tento ukazatel by podle ČNB neměl překročit hodnotu 50 %.
Pro získání hypotéky je nutné splnit oba dva ukazatele současně.

## Výše úvěru
Každá banka sleduje ukazatel LTV (loan to value), který poměřuje výši požadované hypotéky s hodnotou zastavované nemovitosti. Banky při výpočtu hodnoty zastavované nemovitosti nevychází z tržní ceny, ale ze znaleckého posudku. Tyto dvě ceny se mohou lišit i o více než 10 %.
V současné době byste již neměli získat hypotéku s LTV vyšší než 90 %.  V omezené míře jsou nabízeny také hypotéky nad 80 % LTV, protože těch mohou banky poskytnout jen 15 %. Pokud tedy uvažujete o hypotéce, naspořte si dopředu alespoň 25 % z kupní ceny nemovitosti.
Minimální výši hypotéky mají jednotlivé banky stanovené individuálně. Finanční obnos, který jsou banky schopné žadateli o hypotéku poskytnout na základě určitých podmínek:
- minimální výše 200 000 Kč
- maximální výše v Kč mnohdy není omezena, je ale omezena výší LTV (loan-to-value, zástavní hodnota nemovitosti, kterou stanovuje smluvní odhadce bank) – banky v dnešní době poskytují hypotéku až do 100 %.

U neúčelové hypotéky (americké) je maximální výše úvěru 65–75 % hodnoty nemovitosti. U hypotéky bez prokazování příjmů je hranice úvěru 50–60 % hodnoty nemovitosti.

## Doba splatnosti
Pro hypoteční úvěr je typické splácení pravidelnými splátkami, tzv. anuitní splácení. Anuitou je splácena umořovaná půjčka současně s úrokovou platbou, jejichž poměr se každou splátkou mění. V průběhu splácení klesá podíl úroku a zároveň roste podíl úmoru, tj. každá další splátka obsahuje větší podíl úmoru a nižší část úroku. Některé banky umožňují degresivní (klesající) nebo progresivní (rostoucí) splátky, které se v čase mění.
Minimální splatnost hypotečního úvěru je většinou 5 let, maximální až 30 let. Je možná i delší doba, 40 let, ale nároky kladené na klienta jsou pak vyšší. Pokud by žadatel nebyl po celou dobu splácení hypotečního úvěru v produktivním věku, je potřeba zajistit a stanovit ještě spolužadatele.
Žadatel musí splňovat podmínku, kdy délka splatnosti úvěru nesmí překročit 70 let jeho věku. Čím je delší doba splatnosti úvěru, tím je nižší splátka a naopak. Optimální doba na splácení hypotečního úvěru je 25 až 30 let, kdy je nejlepší poměr mezi výší splátky a náklady na úvěr.

## Splácení
Pokud je hypoteční úvěr čerpán postupně, splácí se nejprve měsíčně pouze úrok z vyčerpané částky až do doby, než je vyčerpán celý úvěr. Po ukončení čerpání začne dlužník hypoteční úvěr splácet měsíčními splátkami, které již obsahují jistinu a úrok.
Způsoby splácení:
- Anuitní – klient celou dobu trvání úvěru platí stejnou výši měsíční splátky (nejčastěji využívané). Mění se pouze poměr mezi splátkou úroku a jistiny.
- Progresivní – klient ze začátku platí nižší měsíční splátky, které se mu postupně v průběhu let zvyšují.
- Degresivní – klient platí z počátku vyšší měsíční splátku, která se mu postupně snižuje.

## Úroková sazba

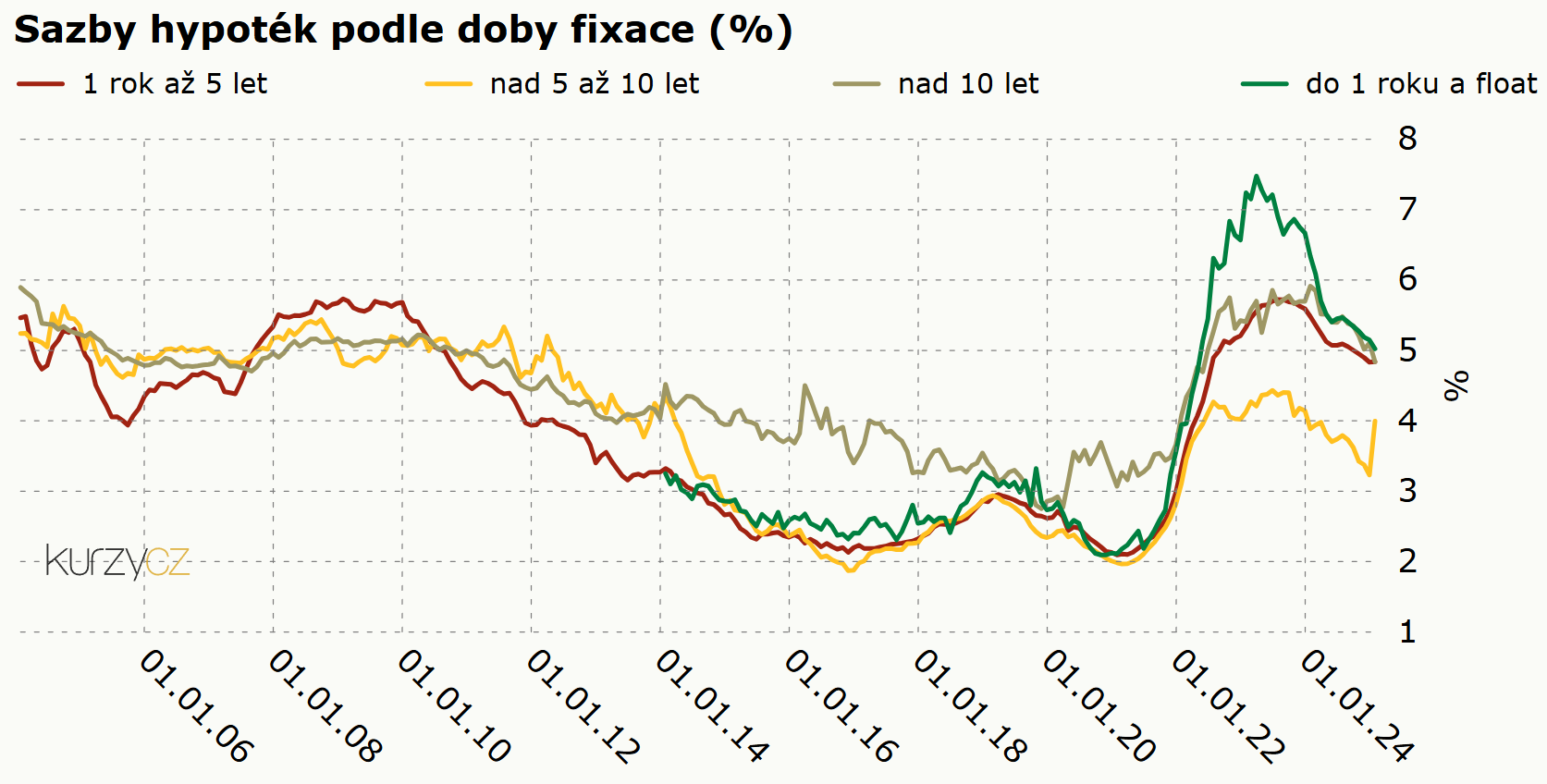
Úrokové sazby hypoték a PRIBOR

Úroková sazba je procentuální vyjádření navýšení vypůjčené částky za určité časové období. Pro hypotéky je uváděna úroková sazba roční (per annum – zkratka p. a.). Jedná se o finanční odměnu pro banku (věřitele) za vypůjčení peněz. Vzhledem k zástavě nemovitosti a tedy zajištění úvěru je úroková sazba hypotečních úvěrů nižší než u většiny ostatních typů úvěrů.
Úroková sazba hypotečních úvěrů je po určité období pevná (tzv. doba fixace). Po celou dobu fixace máte jistotu, že se výše měsíční splátky nezmění. Doba fixace úrokové sazby může být například 1, 3,5 nebo 10 let. U některých bank se můžete setkat i s fixacemi na 15 či více let. V tomto případě ovšem počítejte s vyššími sazbami než u hypoték s fixací na 3 nebo 5 let. Nejčastěji si dnes lidé sjednávají hypotéky s fixací na pět let. Fixní úroková sazba může být například 2,39 % po dobu 5 let.
Pro některé druhy hypotečních úvěrů je možné zvolit variabilní úrokovou sazbu. Tato sazba není libovolně pohyblivá, ale přímo se váže na některou z tržních mezibankovních sazeb, v ČR nejčastěji na mezibankovní sazbu PRIBOR. Variabilní úroková sazba může být například PRIBOR 3M + 1,79 % po dobu 3 let.
Průměrné úrokové sazby hypoték obvykle kopírují tržní mezibankovní sazby se zpožděním, které je dáno z velké části dobou fixace hypotečních úvěrů.

## RPSN
Při výběru hypotéky se vyplatí sledovat nejen výši úrokové sazby, ale také hodnotu ukazatele RPSN (roční procentní sazba nákladů). Tento ukazatel umožňuje rychle a velmi jednoduše porovnat výhodnost nabízených hypoték jednotlivých bank. Kromě úrokové sazby zahrnuje i ostatní výdaje spojené s hypotékou – například poplatek za uzavření úvěrové smlouvy, vedení úvěrového účtu apod. Existují však i poplatky, které v RPSN zahrnuty být nemusí. U hypotéky se například jedná o poplatek za odhad ceny nemovitosti nebo platby katastrálnímu úřadu. Hodnota RPSN je uváděna v procentech za rok (p.a.). Všichni poskytovatelé hypoték mají ze zákona povinnost výši RPSN uvádět.

## Uplatnění zástavního práva
Pokud klient není schopen splácet, obrátí se zástavní věřitel nejprve na ručitele. Pokud ani ručitelé nejsou schopni hypoteční úvěr splácet, uplatní se zástavní právo (je uvedeno v katastru nemovitostí u zápisem u zastavené nemovitosti) exekucí dotčené nemovitosti (typicky exekuce prodejem nemovité věci).

## Typy hypotečních úvěrů
Hypoteční úvěr lze v současné době rozlišit na dva základní typy, a to dle účelu využití úvěru:
- účelový – podrobněji možné účely viz výše v sekci „Účel úvěru“
- neúčelový (americká hypotéka) – jedná se o neúčelový hypoteční úvěr. Nemá pro klienta žádná omezení (kromě použití peněz na podnikání), na co peníze z hypotéky použije. Může tak tímto úvěrem financovat i movité věci, jako je třeba automobil, studium dětí v zahraničí nebo třeba cestu kolem světa. Americká hypotéka spadá pod zákon o spotřebitelském úvěru.

Účelové úvěry, u kterých banka zná, co je úvěrem financováno (na bydlení), mají lepší podmínky (nižší úrokové sazby) než úvěry neúčelové.
- Hypotéka bez dokládání příjmů – tyto hypotéky jsou v praxi dražší než ostatní a banka je zpravidla ochotna klientovi půjčit maximálně 50 % až 60 % ceny nemovitosti.
- Americká hypotéka – Bezúčelový hypoteční úvěr, kdy není financování zaměřeno pouze účel spojený s nemovitostí dle definic a podmínek účelového úvěru.
- Kombinovaná hypotéka – hypotéka kombinovaná s investičním životním pojištěním – jde o takový typ hypotéky, kdy klient hypoteční bance splácí jen úroky a zbytek „splácí“ (investuje) do produktu IŽP. Klient tedy dluží stále stejnou částku a zároveň nese tržní riziko a zároveň i kreditní riziko dané pojišťovny. Tato varianta je již zastaralá a většinou se už nepoužívá.[zdroj⁠?!] Pro klienty je vhodné přejít na klasickou, anuitně splácenou hypotéku.[3][zdroj⁠?!]
- Hypotéka na pronájem – V případě financování koupě nemovitosti sloužící k pronájmu banka umožňuje variantu tzv. Buy to Let (započítání příjmů z budoucího pronájmu). U této varianty je možné započítat do příjmů žadatele příjmy z budoucího pronájmu, a to 60 % obvyklého nájemného stanoveného externím odhadcem banky. Externí odhadce současně posoudí, zda je nemovitost v dané lokalitě pronajímatelná.
- Předhypoteční úvěr – Předhypoteční úvěr je typ spotřebitelského úvěru, který je určen pro financování investic do nemovitostí. Je poskytován v kombinaci s následným hypotečním úvěrem. Umožňuje realizovat investiční záměr klientům, kteří na přechodnou dobu nemají k dispozici nemovitost vhodnou k zajištění hypotečního úvěru a mají zájem o poskytnutí hypotečního úvěru. Často je využíván pro překlenutí období před převodem družstevního bytu do osobního vlastnictví, typicky s roční splatností. Vlastník družstevního bytu totiž nevlastní nemovitost, kterou by mohl ručit, nýbrž jen právo k užívání družstevního bytu.[4][5]
- Hypotéka s neúčelovou částí – Tato hypotéka je úvěr, který lze použít nejen na investice do nemovitosti, tzv. „účelová část“, ale současně i na financování, jehož účel banka nesleduje, tj. „neúčelovou část“, ale mělo by být spojeno s nemovitostí, např. profinancování vnitřního vybavení nemovitosti, jako je nábytek, osvětlení apod.
- Hypoteční kontokorent – Hypoteční úvěr s otevřeným rámcem k čerpání po dlouhou dobu vysoce nad tržními zvyklostmi, obvykle 1 až 5 let. Po dobu otevření rámce úvěru klient splácí pouze úrok. Rámec je možné jednorázově vyčerpat, stejně tak i čerpat jen jeho část. Jakmile dojde k ukončení čerpání, je započato řádné anuitní splácení úroku a jistiny. Vzhledem k proměnlivé ceně peněz v čase po dobu čerpání úvěru, je úroková sazba zpravidla navázána na krátkodobou až střednědobou sazbu PRIBOR (3M až 3Y).

Částku zaplacenou na úrocích z hypotečního úvěru sníženou o státní podporu lze odečíst ze základu daně z příjmu fyzických osob, a to až do výše 300 000 Kč ročně. Podmínkou je, aby hypoteční úvěr řešil bytové potřeby toho, kdo si úrok odečítá.
V dnešní době (2014) tyto úvěry bývají poskytovány převážně bankami a zprostředkovány hypotečními makléři či finančními poradci. Člověk jím investuje do věci (do nemovitosti), jejíž životnost obvykle převyšuje délku samotného splácení.

## Refinancování hypotéky
Refinancování hypotéky je splacení již existujícího hypotečního úvěru (meziúvěru) u jedné banky (spořitelny) novým hypotečním úvěrem (meziúvěrem) od jiné banky (spořitelny). Nejvýhodnější je k refinancování hypotéky využít možnosti splatit celou dlužnou částku v době fixace úrokové sazby původního úvěru. Tímto je proces splacení zdarma, tj. klientovi nehrozí sankce za předčasné splacení úvěru. Ke zjištění vhodného (výběru) výhodnější banky mohou posloužit kalkulátory refinancování.
Mezi nejčastější důvody pro refinancování hypotéky patří nevyhovující úroková sazba, potřeba navýšení nebo doplacení (mimořádné splátky) hypotečního úvěru, doba splatnosti nebo výše splátek. Pro refinancování se můžete rozhodnout i v případě, že vám nevyhovují jiné podmínky smlouvy.
Je nutné jednat včas a s dostatečným předstihem kontaktovat konkurenční hypoteční banky. Ideální doba pro započetí refinancování a kontaktování zkušeného finančního poradce je cca 6 měsíců před koncem fixace. Klient, který řeší refinancování, je pro banky atraktivnější než ten, který o hypotéku teprve žádá. Finanční instituce jsou tak schopny spíše přihlédnout ke klientově individuálním požadavkům teď než při žádosti o úvěr.

## Hypotéka v porovnání s nájmem
Hypoteční úvěr a nájem představují dvě formy zajištění bydlení s odlišnými principy fungování. V obou situacích se provádí měsíční platba. Hypotéka však umožňuje koupi nemovitosti, a naopak v případě nájmu nelze vlastnická práva získat. Rozhodnutí mezi těmito možnostmi závisí na finanční situaci, životním stylu a dlouhodobých cílech. Zatímco hypotéka vyžaduje počáteční kapitál a dlouhodobý závazek s mnoha dalšími výdaji, nájem nabízí větší flexibilitu, ale bez možnosti budování vlastního majetku.